# Микрево
Микрево (болг. Микрево) — село в Благоевградской области Болгарии. Входит в состав общины Струмяни. Находится примерно в 1 км к юго-западу от центра села Струмяни и примерно в 45 км к югу от центра города Благоевград. По данным переписи населения 2011 года, в селе  проживало 2228 человек. Село расположено в горном массиве Малешевска-Планина.

## Население
| Год     | 1992 | 2001 | 2011 |
| ------- | ---- | ---- | ---- |
| Жителей | 2254 | 2201 | 2228 |

| Национальность | Человек | Процент |
| -------------- | ------- | ------- |
| болгары        | 1306    | 89,64%  |
| цыгане         | 89      | 6,11%   |
| другие         | 54      | 3,71%   |
| Всего ответов  | 1457    |         |

|  |

## Известные люди
В селе родился Симеон Щерев — известный борец вольного стиля.